# Leptotyphlops borrichianus
Leptotyphlops borrichianus este o specie de șerpi din genul Leptotyphlops, familia Leptotyphlopidae, descrisă de Degerbøl în anul 1923. Conform Catalogue of Life specia Leptotyphlops borrichianus nu are subspecii cunoscute.